# Mica Todorović
Mica Todorović (1900, Sarajevo, Rakousko-Uhersko – 1981, SFRJ) byla malířka původem z Bosny a Hercegoviny.

## Biografie
Todorović se narodila v Sarajevu v roce 1900. Mica je její přezdívka; v knize narozených při pravoslavné obci bylo uvedeno jméno Mileva. Její otec Petar Todorović se do Bosny přistěhoval jako rakousko-uherský úředník. Vystudovala dívčí střední školu a v roce 1920 se zapsala na Akademii výtvarných umění v Záhřebu, kde byla jako jediná žena. Po skončení studií roku 1926 se vrátila do Sarajeva. Po nějaké době odcestovala do Itálie, kde studovala renesanční malířství. V meziválečném období se seznámila s řadou umělců, především levicového smýšlení a seskupených okolo komunistické stany, ještě během její ilegality.
Během druhé světové války byla internována v koncentračním táboře Stara Gradiška a poté převezena na území dnešního Rakouska, kde byla nuceně nasazená. Po skončení války byla zakládající členkou Akademie věd a umění Bosny a Hercegoviny a také jedinou plnou členkou. Dále byla členkou i SANU. Poté působila jako profesorka na sarajevské škole až do odchodu do penze. V 60. a 70. letech získala řadu ocenění na úrovni ať už města Sarajeva, tak i Bosny a Hercegoviny. Zemřela v roce 1981. Pochována byla na hřbitově Bare.
Během zřícení budovy deníku Oslobođenje za války v Bosně a Hercegovině v roce 1992 byly zničeny některé fotografie, jejichž autorkou byla právě Mica Todorović.

## Dílo
V roce 1930 se uskutečnila první výstava děl Mici Todorović, a to v Anglii. Její série kreseb Poslední oběti táborů Jasenovac a Gradiška vyobrazovaly život v těchto táborech a byly použity jako důkaz před státní komisí pro vyšetřování válečných zločinů po válce v Bělehradě. Její kresby byly vystavovány po celé tehdejší Jugoslávii, ale ne tak často v hlavním městě Bělehradě. Dnes je okolo tří set jejích děl součástí stálé expozice Národní galerie Bosny a Hercegoviny.
Často malovala romské děti.
V roce 2018 se uskutečnila iniciativa, aby byla Mica Todorović vyobrazena na bankovkách konvertibilních marek. Před budovou Akademie výtvarných umění Bosny a Hercegoviny se také nachází její busta. Dnes je po ní pojmenována jedna ulice v Gorici (místní části Sarajeva), kde velkou část svého života prožila.